# Dorothy Wagner Puccinelli
Pour les articles homonymes, voir Wagner et Puccinelli.
Dorothy Wagner Puccinelli, également connue comme Dorothy Puccinelli Cravath (1901 – 1974) est une artiste peintre et muraliste américaine de l'ère du New Deal, basée à San Francisco, en Californie.

## Biographie
Née sous le nom de Dorothy Wagner le 19 décembre 1901 à San Antonio, au Texas, sa famille déménage et s'installe à Half Moon Bay, en Californie, quand elle a cinq ans,. En 1919, elle s'inscrit à la California School of Fine Arts (aujourd'hui le San Francisco Art Institute) puis poursuit en 1925 à la Rudolph Schaeffer School of Design (en) de San Francisco pour étudier avec Beniamino Bufano (en),.
Son premier mariage avec l'artiste Raymond Puccinelli (en) se solde par un divorce. En 1941, Dorothy épouse Austin Cravath (frère de l'artiste Ruth Cravath (en)) avec qui elle a une fille nommée Anne,.

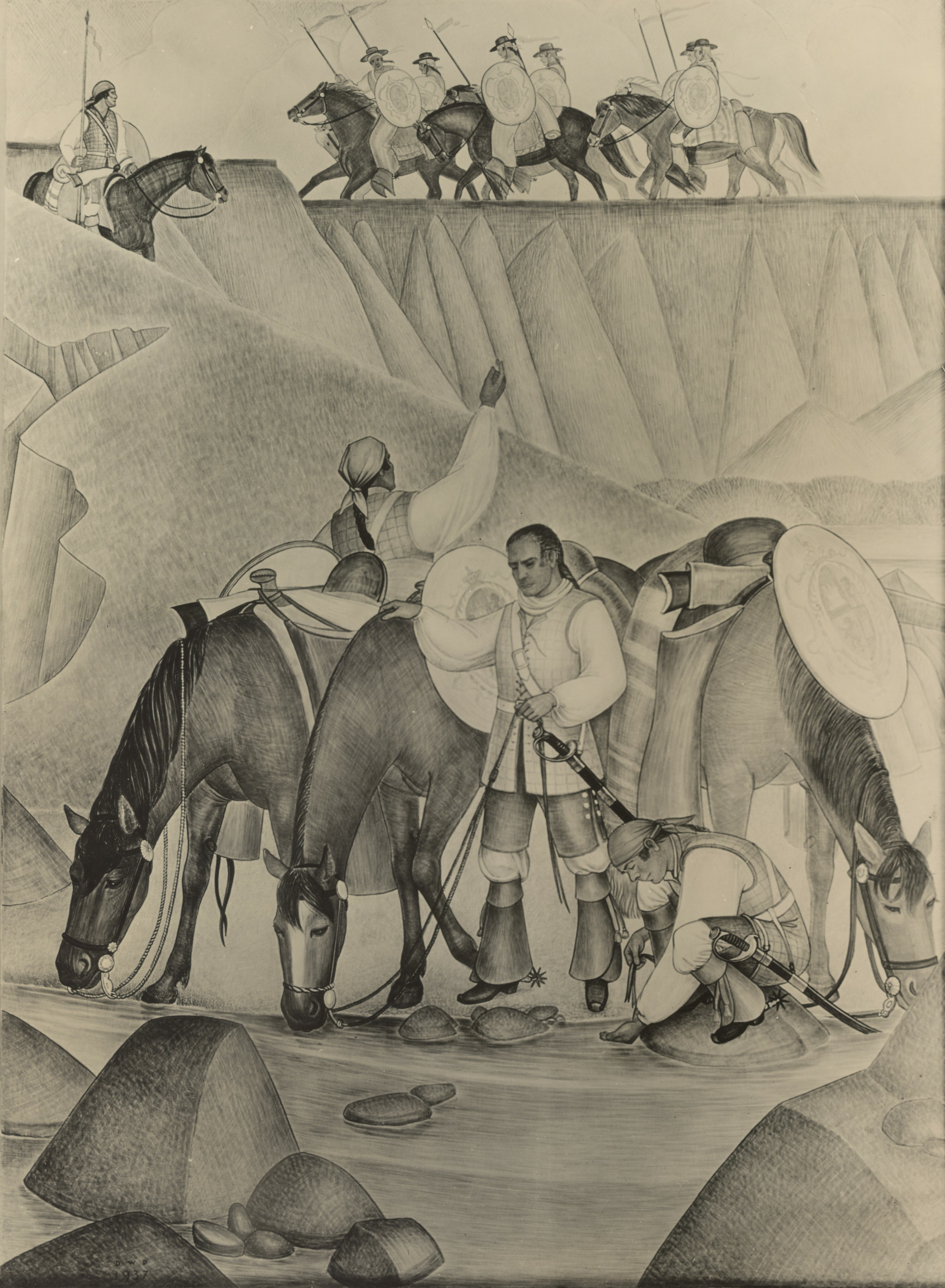
Vacheros (1937, Treasury Department Section of Painting and Sculpture).

En 1937, Puccinelli crée une fresque à la détrempe sur peinture sur toile de 1,82 × 2,44 m appelée Vacheros au bureau de poste de Merced,. La fresque est financée par la Section of Painting and Sculpture (en) du Département du Trésor des États-Unis.
En 1939, Puccinelli travaille avec l'artiste Helen Katharine Forbes pour peindre l'intérieur de quatre panneaux muraux du Mother's Building du zoo de San Francisco,. Les quatre peintures murales représentent un thème de l'Arche de Noé avec des animaux et ont été financées par le Federal Art Project et la Works Progress Administration,. De 1978 à 2002, le Mother's Building a servi de boutique de cadeaux pour le zoo, la peinture murale a maintenant besoin d'être restaurée et la salle n'est utilisée que pour des événements spéciaux.
En 1960 et 1975, Puccinelli et Emmy Lou Packard restaurent des peintures murales, dont la Coit Tower, mais Dorothy Wagner Puccinelli meurt à Berkeley le 24 mai 1974.